# Aeródromo Naval Militar de Puerto Cortés
El Aeródromo Naval de Puerto Cortés (Código DGAC: PTC) es un pequeño aeropuerto ubicado al oeste del poblado del Puerto Cortés, Baja California Sur y es operado por la Secretaría de Marina. Cuenta con una pista de aterrizaje de 900 metros de largo y 30 metros de ancho con una gota de viraje de 6,550 metros cuadrados en la cabecera 14 que suele ser usada como plataforma de aviación. El aeródromo solo opera aviación militar